# Stjärnbräcka
Stjärnbräcka (Saxifraga stellaris) är en växt i familjen stenbräckeväxter som förekommer i fjälltrakter och arktiska områden i norra Europa, men sällsynt även i bergstrakter i centrala Europa. 
Stjärnbräckan trivs på öppna och fuktiga platser och hittas ofta växande vid bäckar och vid snölegor. Den har en basal bladrosett och vita stjärnlika blommor, som sitter några få tillsammans på bladlösa, upprätta och glest förgrenade stjälkar. Vid basen på blommornas kronblad finns ofta små rödaktiga fläckar.

## Utbredning
Stjärnbräckan är allmän i skandinaviska fjällkedjan och förekommer österut till norra Ryssland. Den finns även på Färöarna och Island, samt i Storbritannien.

## Etymologi
Stjärnbräckan har fått sitt artepitet, stellaris, efter sina stjärnlika blommor.